# Generalporočnik (Pakistan)
Generalporočnik (angleško Lieutenant General) je generalski vojaški čin (trozvezdni) Pakistanske kopenske vojske, ki v sklopu Natovega standarda STANAG 2116 sodi v razred OF-8. Čin je bil neposredno prevzet po istem britanskem činu, pri čemer so zamenjali krono s polmescem z zvezdo in tudi preoblikovali zvezdo.
Nadrejen je činu generalmajor in podrejen činu generala. Enakovreden je činu zračnega maršala Pakistanskega vojnega letalstva, činu viceadmirala Pakistanske vojne mornarice in činu/položaju generalnega direktorja Pakistanske obalne straže.
Oznaka čina je sestavljena iz prekrižane sablje z generalsko palico in polmeseca s peterokrako zvezdo., ki je pritrjena na epoleto; v primerjavi z nižjimi čini, ki imajo na epoleti še oznako rodova oz. službe kopenske vojske ter na dnu epolete tudi prepleteno vrvico škrlatno-pakistansko zelene-škrlatne barve, ima epolete le oznako čina.